# Canton de Floirac
Le canton de Floirac est une ancienne division administrative française du département de la Gironde en région Aquitaine. Située dans l'arrondissement de Bordeaux, elle tient lieu, jusqu'au redécoupage cantonal de 2014, de circonscription d'élection des anciens conseillers généraux.

## Histoire
Le canton de Floirac est créé en 1982 à partir de l'ancien canton de Cenon. Depuis le redécoupage de 2014 applicable lors des élections départementales de mars 2015, les deux communes de Floirac (chef-lieu) et Bouliac sont réintégrées dans le canton de Cenon modifié, et la commune de Tresses est transférée dans le canton de Créon,.

## Géographie
Cet ancien canton situé sur la rive droite de la Garonne dans la région naturelle de l'Entre-deux-Mers est organisé autour de la commune de Floirac. Son altitude varie de 3 m (Floirac) à 88 m (Tresses) pour une altitude moyenne de 73 m.

## Composition
L'ancien canton de Floirac, situé dans l'arrondissement de Bordeaux, regroupait trois communes adhérant à deux structures de coopération intercommunale.
| Nom                 | Code Insee | Intercommunalité         | Population (dernière pop. légale) |
| ------------------- | ---------- | ------------------------ | --------------------------------- |
| Floirac (chef-lieu) | 33167      | Bordeaux Métropole       | 16 756 (2014)                     |
| Bouliac             | 33065      | Bordeaux Métropole       | 3 335 (2014)                      |
| Tresses             | 33535      | CC des Coteaux Bordelais | 4 450 (2014)                      |

## Conseillers généraux
| Période | Période | Identité             | Étiquette | Qualité                                              |
| ------- | ------- | -------------------- | --------- | ---------------------------------------------------- |
| 1982    | 1992    | Jean Darriet         | PS        | Professeur d'université Maire de Floirac (1980-1995) |
| 1992    | 1998    | Jean-Claude Thomilla | RPR       | Conseiller municipal de Floirac                      |
| 1998    | 2015    | Jean-Pierre Soubie   | DVG       | Viticulteur Maire de Tresses (1977-2011)             |

En 2004, Jean-Pierre Soubie a été réélu au poste de conseiller général avec 53,47 % des voix, face à Marcelle Granjeon (Parti socialiste, adjointe au maire de Floirac) 46,53 %. En 1998, lors de sa première élection, il avait été exclu du Parti socialiste après s'être présenté face à Pierre Garmendia, candidat officiellement investi par le PS, maire de Floirac et ancien député de la quatrième circonscription de la Gironde.

## Démographie
| 1962   | 1968   | 1975   | 1982   | 1990   | 1999   | 2006   | 2011   | 2012   |
| ------ | ------ | ------ | ------ | ------ | ------ | ------ | ------ | ------ |
| 10 282 | 10 473 | 16 150 | 19 570 | 23 043 | 22 997 | 23 072 | 23 903 | 23 995 |